# Patrick Ivuti
Patrick Ivuti (Machakos; 30 de junio de 1978) es un deportista keniano especialista en carreras de fondo, ganador de la maratón de Chicago en 2007 en un tiempo de 2:06:25.
Ivuti también ganó la medalla de Honolulú en dos ocasiones, en los años 2008 y 2009, y la maratón de Praga en 2009.